# 117156 Альтшвендт
117156 Альтшвендт (2004 QV7, 1998 FO4, 117156 Altschwendt) — астероїд головного поясу, відкритий 23 серпня 2004 року.
Тіссеранів параметр щодо Юпітера — 3,397.